# Grigore Tocilescu
Grigore George Tocilescu (Fefelei, 26 de octubre de 1850-Bucarest, 18 de septiembre de 1909) fue un historiador, arqueólogo, epigrafista y folclorista rumano miembro titular de la Academia Rumana (1890).

## Biografía

### Estudios
Tras terminar la escuela primaria y el gimnasio en Ploiești, Tocilescu asistió a la escuela secundaria san Sava de Bucarest. En la Universidad de Bucarest estudia Letras, Filosofía y Derecho. Tras finalizar la facultad se marcha a Praga, donde se doctora en filosofía en el departamento de historia, y continúa en Viena con el estudio de arqueología y epigrafía, formándose así como jurista, filólogo clásico e historiador eslavo.

### Actividad profesional
En 1877 Tocilescu viajó a Moscú, donde copió en el Museo Rumiántsev De-nceputul lumiei de-tâiu, escrito por Mihail Moxa, y envió la copia a Bogdan Petriceicu Hasdeu, quien lo publicó en Cuvente den batrâni (vol. I, 1878). La obra es una historia universal que, partiendo de la "creación del mundo", habla de los asirios, egipcios, persas, pasando luego a los romanos. Hace una breve historia de la República Romana, tras lo cual enumera a los emperadores de Occidente y Oriente hasta el establecimiento del dominio turco en Europa, y termina con las primeras batallas de los turcos contra los rumanos en 1489.
Posteriormente, viaja a París para continuar sus estudios sobre Demetrio Cantemir en archivos y bibliotecas francesas. En esta ocasión asiste a cursos en el Collège de France y en la École Pratique des Hautes Études de la Sorbona.
De regreso en Rumanía, fue nombrado director del Museo Nacional de Antigüedades y ocupó el cargo de profesor de historia antigua y epigrafía en la Universidad de Bucarest (1881). Desde el punto de vista de la arqueología, Tocilescu fue el iniciador de las excavaciones arqueológicas rumanas en Dobruja.

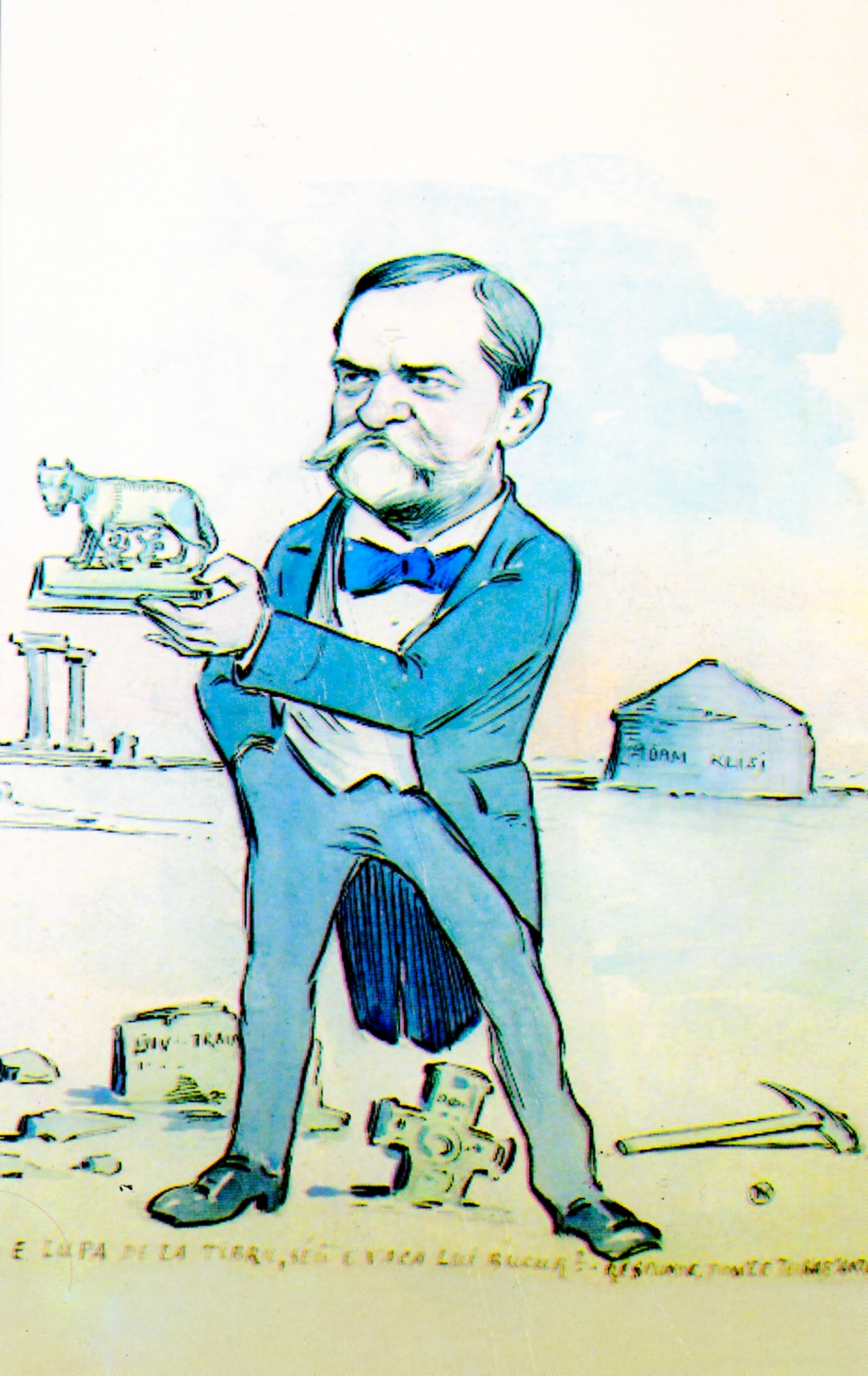
Caricatura de Tocilescu por Nicolae Petrescu Găină.

Es coautor de la obra Marele Diccionar Geografic al României ("Gran Diccionario Geográfico de Rumanía", publicada en 5 volúmenes en Bucarest en el período 1898-1902. Fue secretario general del Ministerio de Educación y, varias veces, senador conservador.
Tocilescu es uno de los primeros historiadores que se dedicó al estudio de las civilizaciones en el territorio de la antigua Dacia. Dejó tres obras impresionantes: Dacia înainte de romani ("Dacia antes de los romanos"), Monumentul de la Adamclisi ("Monumento de Adamclisi"), en colaboración con O. Benndorf y G. Niemann, y Fouilles et recherches archéologiques en Roumanie. También se ocupó de la reedición de algunas obras fundamentales, como la Hronicul vechimei a româno-moldo-vlahilor ("Crónica de los antiguos rumanos-moldo-valacos") de Dimitrie Cantemir (Ed. Academia, 1901).

## Publicaciones
- Cumu se scrie la noi istoria ("Cómo se escribe la historia en nuestra tierra"). Bucarest, 1873.
- Dacia înainte Romani ("Dacia antes de los Romanos"). Bucarest, 1880. Uno de los primeros libros de historia sobre el tema.
  -     - Monumentele epigrafice și sculpturali al Museului național de antichități din Bucuresci publicate sub auspiciile Academiei Române. Tipografia "Corpului Didactic", C. Ispășescu & G. Brătănescu, 1902.
- Monvmente religioase I (Titvli sacri).
- Monumentul de la Adamclisi ("Monumento de Adamclisi"), en colaboración con O. Benndorf y G. Niemann.
- Manual de istoria româna: pentru școlele secundare de ambe-sexe. Bucarest: Lito-Tipografia Carol Göbl, 1894.
- Marele Dicționar Geografic al României ("Gran Diccionario Geográfico de Rumanía"). Bucarest, 1898-1902, 5 volúmenes
- Materialuri Folkloristice, Bucarest, 1900.
- Balade și doine, (prefacio de Marin Bucur). Bucarest: Editura Tineretului, 1958.

### Reediciones
- 534 Documente istorice slavo-române din Țara-Românească și Moldova, privitoare la legăturile cu Ardealul (1346-1603) din arhivele orașelor Brașov și Bistrița în text original slav însoțit de traducere românească, tipărite la Viena în 1905-1906 în Atelierele Adolf Holzhausen, Sep 28, 1909. Reimpreso en "Casa Românească", 1931.
- Istoria românilor. Tipo Moldova Publishing House, 2010.
- Balade și doine (reedición). Miracol Publishing House, 2010; Dacia XXI Publishing House, Cluj-Napoca, 2011. ISBN 978-606-604-096-9.